# OrientDB
OrientDB ist eine in Java geschriebene Open-Source-NoSQL-Datenbank. OrientDB ist eine dokumentenorientierte Datenbank, die zusätzlich über Eigenschaften von Graphdatenbanken verfügt: Die Informationseinheiten werden in einzelnen Dokumenten gespeichert. Beziehungen zwischen den Dokumenten lassen sich durch direkte Verbindungen zwischen den Knoten herstellen. So entstehen Graphenstrukturen, die sich performant verarbeiten lassen.
OrientDB unterstützt unterschiedliche Schemata-Modi (frei, fest und gemischt) und besitzt eine auf Anwendern und Rollen basierende Authentifizierung und Autorisierung. Unterstützt wird SQL als Abfrage-Sprache. OrientDB implementiert einen MVRB-Baum als Indizierungsalgorithmus, der sich vom Rot-Schwarz-Baum sowie vom B-Baum ableitet. Der MVRB-Baum zeichnet sich durch schnelle Einfügungen und Suche aus.

## Eigenschaften
- ACID-Transaktionen werden unterstützt. Bei einem Absturz stellt das System die zur Bearbeitung anstehenden Dokumente wieder her.
- OrientDB ist konform mit dem TinkerPop-Blueprints-Standard für Graphdatenbanken.
- Die Datenbanksprache SQL wird unterstützt – mit Erweiterungen, um die Relationen ohne SQL-Joins abzubilden.
- HTTP, RESTful-Protokolle und JSON werden ohne den Einsatz von Drittanbieter-Bibliotheken oder deren Komponenten implementiert.
- Die Engine besteht zu 100 % aus Java; sie läuft auf Linux, Windows und jedem anderen System, das Java unterstützt.
- OrientDB besitzt einen lokalen Modus für den Datenbankzugriff und ist damit in andere Programme einbettbar.
- Kommerzieller Support ist verfügbar.